# Zanetto Bugatto
Zanetto Bugatto († 1476)  ist ein norditalienischer Maler des 15. Jahrhunderts, der aufgrund seiner Porträts am Hof der Herzöge von Mailand bekannt ist.

## Leben

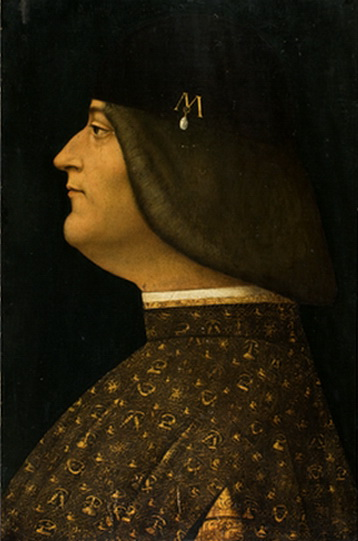
Ludovico Sforza, Bugatto zugeschrieben

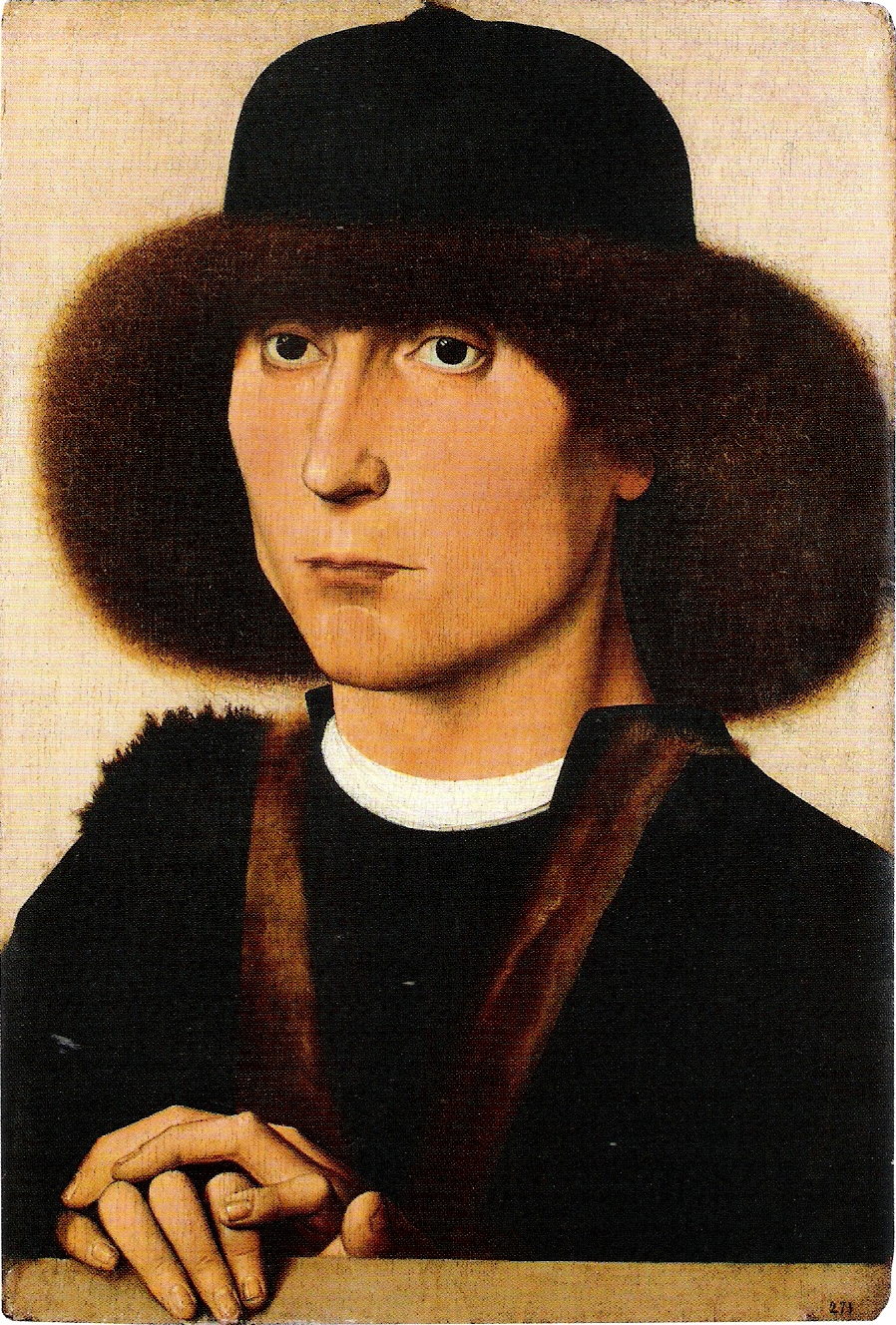
Männerporträt, Bugatto zugeschrieben, Museés de Chateauroux

Bugatto, der möglicherweise aus Mailand stammt, ist ab 1458 als Porträtist am Hof der Sforzas in Mailand nachweisbar. Um 1460 soll er ein Porträt der Tochter des Herzogs Ippolita Sforza gemalt haben. Von Herzog Francesco Sforza wurde er nach Brüssel geschickt, um dort Malerei bei Rogier van der Weyden zu studieren; in Brüssel ist er von Dezember 1460 bis Mai 1463 nachgewiesen. Dort malte er unter anderem ein Porträt der Tochter des Herzogs von Burgund, das dem französischen König präsentiert werden sollte. Danach kehrte er nach Italien zurück. 1465 war er an der Verbesserung der Fresken in San Vincenzo in Prato beteiligt. 1468 hielt er sich am Hof von Ludwig XI. in Frankreich auf, um ein Porträt der Bona von Savoyen anzufertigen, der Schwester der französischen Königin, die im selben Jahr den Herzog Galeazzo Maria Sforza heiratete. 1471 ist er am Hof der Gonzaga in Mantua, um Bilder von Andrea Mantegna zu studieren. 1472 arbeitet er mit Bonifacio Bembo in Santa Maria delle Grazie bei Vigevano und 1473 mit Bembo und Vincenzo Foppa in San Celso und der herzöglichen Kapelle im Schloss von Pavia. Zuletzt war er mit Bempo und anderen an den Fresken der Franziskanerkirche San Giocomo in Pavia beschäftigt.
Nach seinem Tod 1476 wollte der Herzog Antonello da Messina als seinen Nachfolger als Hofmaler holen, die Ermordung des Herzogs kam aber dazwischen. Ein weiterer Hofmaler und Porträtist der Mailänder Herzöge war zu dieser Zeit Bonifacio Bembo.
Er spielt eine besondere Rolle in der lombardischen Malerei des 15. Jahrhunderts, da bei ihm dokumentarisch ein Einfluss von Malern nördlich der Alpen (speziell flämischer Maler) nachweisbar ist.
Zu seinen Werken gehören verschiedene Porträts der Herzogsfamilie von Mailand und anderer Personen des Hofs und eine Madonna mit Kind (Fondazione Cagnola alla Gazzada). Die Zuschreibungen heute erhaltener Porträts sind aber meist unsicher. Ihm zugeschrieben wurde unter anderem auch eine Kreuzigung in Brüssel, ein Diptychon im Musée Condé (das auch Memling und Rogier van der Weyden zugeschrieben wurde) und ein heiliger Hieronymus in der Accademia Carrara in Bergamo (der ein Bild mit gleichem Motiv von Hans Memling in Brüssel zum Vorbild hat). Er liefert auch die Vorlagen für die Porträts auf Münzen und Medaillen des Herzogs und Kartons für Glasfenster in der Kapelle im Schloss von Pavia.